# Agricoltura tropicale

Grafico dei raccolti agricoli nei paesi tropicali. Dati approssimativi dalle Nazioni Unite.

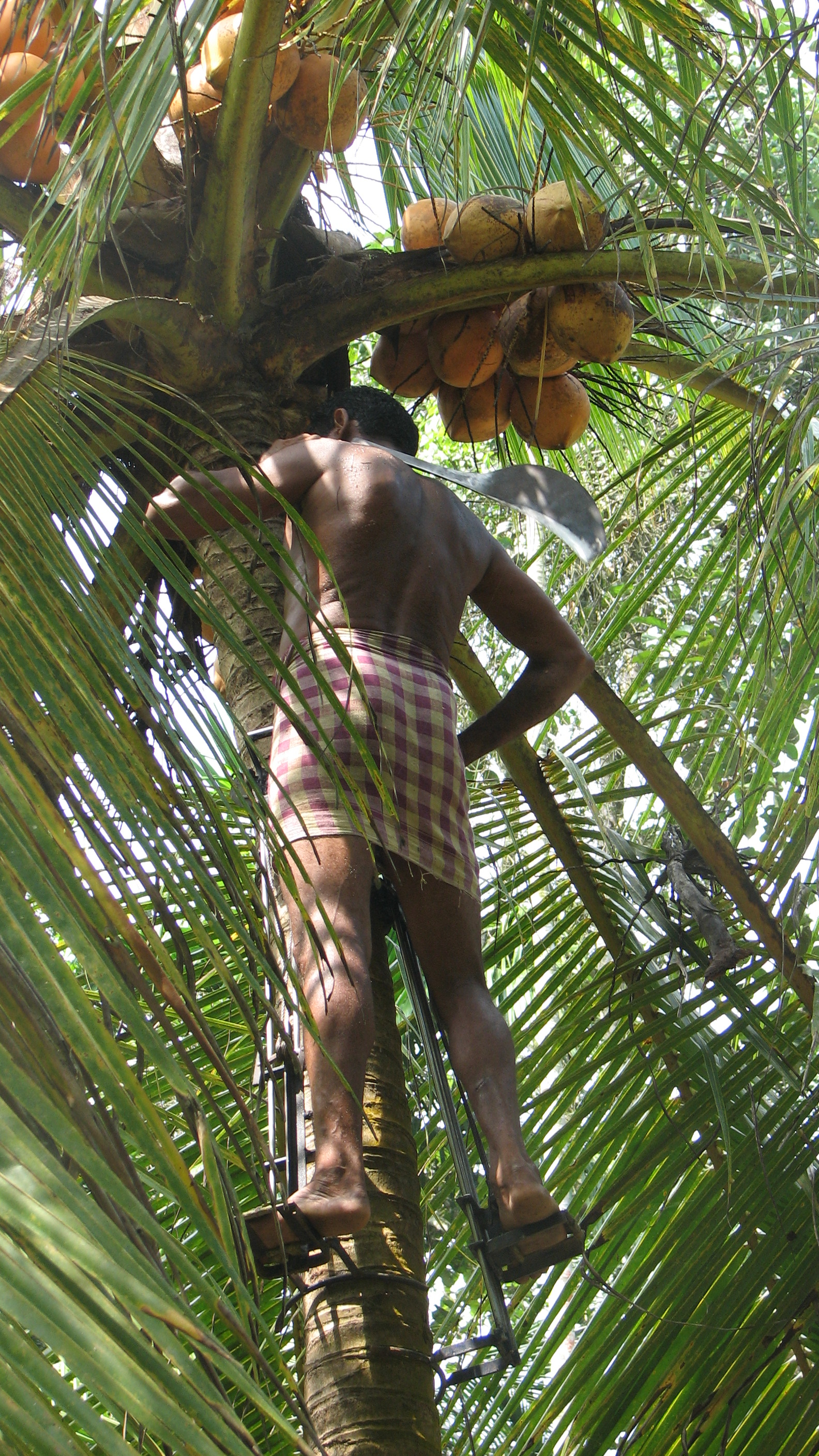
Spiumatura del cocco in Kerala, India

Con agricoltura tropicale si intendono le coltivazioni situate ai tropici. Sebbene la coltivazione per il consumo locale sia il fulcro, vengono anche lavorate colture da reddito, normalmente destinate all'esportazione.
In genere le zone a clima tropicale vengono definite come aree simili. Sarebbe meglio dividerle in: tropici umidi (foreste pluviali); tropici aridi (deserti e zone aride); zone monsoniche (quelle aree che hanno stagioni umide e secche ben definite e sono soggette a monsoni). Queste aree hanno similitudini, anche se si trovano dalla parte opposta del Globo.
Le tecniche agronomiche utilizzate nelle zone agricole a clima temperato sono inappropriate nelle aree tropicali. Durante la seconda metà del ventesimo secolo vi sono stati diversi tentativi di proporre tecniche agricole dei climi temperati nelle aree interne ai tropici. Il diverso clima e suolo delle proprietà terriere ha fatto fallire tali tentativi. I probabili successi hanno portato a scelte economicamente basate su economie di scala e modelli di produzione per grandi fondi accorpati. I piccoli agricoltori sono divenuti coltivatori di terreni marginali, mentre i terreni fertili sono stati acquisiti da aziende o altri coltivatori dal ceto economico superiore.

## Rivoluzione verde
La "Rivoluzione Verde" fu un progetto di incremento produttivo agricolo nelle aree tropicali. La Fondazione Rockefeller, promotrice di tale rivoluzione, mirava a migliorare la produzione del mais, del riso e altri cereali e piante da seme dei coltivatori che avrebbero prodotto più cereali con il medesimo sforzo.
Il miglioramento delle pratiche agricole si è concentrato specialmente sul riso. L'aumento di produzione unitario superò la necessità pro capite della popolazione asiatica negli anni seguenti il 1950. Il costo totale della rivoluzione verde al 1990 fu di 100 milioni di dollari.
La Rivoluzione Verde ampliò i problemi dovuti alle patologie nelle piante coltivate, ma questa non fu la preoccupazione primaria. Per affrontare il problema dei prodotti tossici utilizzati su larga scala è stata introdotta una seconda rivoluzione agricola basata su metodi di coltivazione sostenibile specialmente per i piccoli agricoltori con disponibilità finanziarie limitate.

## Propagazione vegetale
Molte piante tropicali vengono riprodotte per talea. La riproduzione gamica, coi semi, viene utilizzata in condizioni difficili di siccità  o gelo invernale, seminando in anticipo affinché gli embrioni delle piante non soffrano. Tuttavia, dove il clima è normalmente favorevole alla crescita durante tutto l'anno, le piante che riproducono piante attraverso mezzi diversi dai semi sono spesso vantaggiose. La riproduzione agamica diminuisce i giorni necessari a concludere il ciclo riproduttivo. Nonostante ciò, chiunque lo desideri, può ancora coltivare colture tropicali, ad esempio frutti, dai semi. È possibile utilizzare al meglio alcune tecniche speciali di germinazione dei semi per farli germinare più rapidamente.

## Difese vegetali
Le piante si trovano alla base della catena alimentare con rapporti con gli animali variabili, alcuni animali le aiutano impollinandole e provvedendo a fornire elementi nutritivi mentre altri animali, gli erbivori, le divorano. Senza una qualche forma di protezione gli alberi verrebbero spogliati e le piante più piccole sarebbero completamente devastate e, poiché le piante stanno ferme, non possono scappare. Questo è vero tanto nella foresta pluviale amazzonica quanto nella foresta di conifere del nord". - Marcus Wischik.
Molte piante tropicali usano le tossine per proteggersi. Per esempio, la manioca, una delle colture alimentari tropicali più importanti, produce cianuro in caso di ingestione a meno che non venga elaborata per rimuovere o nelle varietà più tossiche ridurre il contenuto di cianuro.
Altre piante sono ricche di ossalati (l'agente che lega il calcio per formare calcoli renali) i semi di ricino sono la fonte della ricina, uno dei veleni più potenti esistenti e i fagioli di velluto contengono tra 3,1 e il 6,1% di L-dopa, che può essere tossico in grandi quantità.
L'elenco delle piante tossiche è lungo ma la tossicità non sempre significa che una particolare pianta dovrebbe essere evitata, le conoscenze necessarie per rendere varie piante tossiche sicure per il consumo alimentare esiste già nella maggior parte delle comunità umane.

## Pacciamatura da taglio
I fertilizzanti contengono tre elementi fondamentali: NPK - azoto (N), fosforo (P) e potassio (K); l'azoto è, di solito, l'elemento maggiormente presente.
L'ossigeno rappresenta una parte minoritaria nell'atmosfera terrestre, al contrario dell'azoto ch'è l'elemento che costituisce la maggior parte dell'atmosfera. Le proteine contengono catene azotate sotto forma di amminoacidi, esse sono presenti nei muscoli degli animali, nei fluidi corporei e nei tessuti vegetali delle piante. Se il livello di composti azotati nel terreno aumenta, lo sviluppo delle piante può essere notevolmente aumentato. Le radici dei legumi interagiscono coi batteri azotofissatori in un rapporto simbionte fissando l'azoto atmosferico in nitrati disponibili per le piante. I rizobi delle leguminose depositano nel terreno l'azoto disponibile per le piante sotto forma di nitrati, favorendo la loro crescita.
I concimi verdi sono piante coltivate per migliorare il suolo, sopprimere le erbacce, limitare l'erosione e quando vengono utilizzati i legumi, per aumentare il contenuto di azoto del suolo. Il tipo più comune di concime verde utilizzato ai tropici è il fagiolo di velluto. Produce una fitta coltre di viti e foglie che oltre ad aumentare il contenuto di azoto nel terreno, soffoca anche la maggior parte delle erbacce. Ha una ragionevole tolleranza alla siccità, alla bassa fertilità del suolo e ai terreni fortemente acidi. Le alternative al fagiolo di velluto includono il fagiolo lablab, il jack bean e, per l'uso oltre i 500 metri di altitudine, il Fagiolo rampicante scarlatto.
Quando la copertura raggiunge alcuni centimetri di spessore viene tagliata con il machete o altri strumenti e le viti vengono tritate. Un discreto strato di pacciame rimane al suolo inibendo la crescita di altre infestanti, evita la traspirazione con essiccazione del suolo ed aggiunge nutrienti vitali al terreno. Il mais o altre colture vengono quindi piantate direttamente sul suolo sottostante il pacciame.
La fertilizzazione tramite pacciamatura è popolare nel Messico meridionale, Guatemala e Honduras e negli ultimi anni ha guadagnato un seguito in molte zone dei tropici, dal Brasile all'Africa centrale. Dove è stato accolto, ha messo da parte l'agricoltura del taglia e brucia e ha permesso agli agricoltori di utilizzare la stessa terra ininterrottamente per molti anni.
La Cornell University investe parecchie risorse per la ricerca che riguarda le tecniche agricole che prevedano la pacciamatura nelle aree tropicali.

## Irrigazione locale
Ai tropici le precipitazioni sono spesso sufficienti per la crescita delle piante per nutrire la popolazione locale. Nei periodi di maggior richiesta dei vegetali può esserci carenza di acqua piovana. Sfruttare al massimo l'acqua delle precipitazioni è una sfida continua.
L'acqua è importante in aridocoltura. Si dovrebbe accumulare riserve d'acqua nelle zone aride per gli agricoltori. Quando piove nelle zone aride, i forti temporali non permettono al terreno di fare in tempo ad assorbire tutta l'acqua precipitata e l'acqua in eccesso che scorre sul terreno ed andrebbe catturata.
Le aziende agricole commerciali utilizzano le stesse metodologie dei paesi sviluppati per l'irrigazione di grandi estensioni con lunghi acquedotti come avviene in Israele.

### Pozzi di raccolta dell'acqua
Una metodologia di irrigazione è scavare una buca, impermeabilizzarla e mettere attorno dei teli di plastica che convoglino l'acqua alla buca per utilizzarla durante la stagione secca Questa tecnica molto utile in montagna con declivi che fanno scorrere molto velocemente le acque superficiali con notevoli ruscellamenti.
Negli gli anni con precipitazioni normali si può ridurre il ciclo vitale di un mese dando la possibilità di fare un secondo raccolto annuale.

### Irrigazione a goccia con secchio
La possibilità di utilizzare un secchio, appeso ad un palo, con un piccolo foro che provvede alla pianta piccole dosi di acqua a goccia per un lungo periodo.

### Pompe a pedale
La pompa a pedale è una pompa alimentata dalla forza umana quindi essa non necessita di combustibili fossili. Può sollevare acqua di falda presente in pozzi a 5 - 7 metri di profondità.
Le pompe a pedale standard si svilupparono agli inizi degli anni '80 in Bangladesh. La maggioranza delle pompe a pedale costruite in Africa sono a pressione, esse hanno maggiore versatilità poiché è possibile convogliare per maggiori distanze l'acqua in recipienti a monte o sopraelevati.

## Controllo dei parassiti

### Rotazione delle colture
La rotazione delle colture è la pietra angolare del controllo dei parassiti nei tropici. Quando un singolo raccolto viene piantato ripetutamente nello stesso terreno, gli insetti e le malattie che attaccano quel raccolto possono proliferare a livelli ingestibili, riducendo notevolmente il raccolto dell'agricoltore.
La forma più elementare di rotazione delle colture è anche la più semplice ovvero non piantare mai la stessa pianta o tipologia di pianta nello stesso terreno per due o più volte consecutive. Ciò si traduce in una rottura naturale dei cicli di erbe infestanti, insetti e malattie che attaccano le colture alimentari. Le rotazioni vengono utilizzate per prevenire o almeno in parte controllare diversi parassiti e allo stesso tempo per ridurre la dipendenza dell'agricoltore dai pesticidi chimici. Le rotazioni delle colture sono spesso l'unico metodo economicamente gestibile per ridurre i danni causati da insetti e malattie.
La rotazione delle colture sostituisce una coltura suscettibile a un parassita con un'altra coltura non suscettibile a quel parassita. Ogni coltura alimentare si trova attaccata da specifici parassiti e altri patogeni che attaccano quel particolare raccolto, piantando ogni volta un raccolto diverso, l'agricoltore è in grado di far morire di fame quei parassiti. Spesso una serie di tre o quattro colture vengono piantate su base rotante, assicurando che nel momento in cui il primo raccolto viene ripiantato, i parassiti che lo attaccano siano sostanzialmente ridotti.
Un altro vantaggio collaterale della rotazione delle colture è che migliora il suolo. Coltivare costantemente lo stesso raccolto nella stessa posizione priverà il suolo delle sostanze nutritive necessarie per quel particolare raccolto. La rotazione su una coltura diversa ridurrà la pressione esercitata sul terreno. Oppure, se viene utilizzato un concime verde come parte della sequenza di rotazione, il terreno può effettivamente essere migliorato.

### Gestione integrata dei parassiti
La gestione integrata dei parassiti (IPM dall'inglese Integrated Pest Management) è stata sviluppata come alternativa all'uso intenso di pesticidi chimici. L'eliminazione di tutti i parassiti animali delle piante richiede l'uso estensivo di pesticidi chimici, che nel tempo possono diventare controproducenti. Gli agricoltori finiscono per utilizzare sempre più sostanze chimiche con effetto decrescente poiché i parassiti si adattano rapidamente, mentre allo stesso tempo gli insetti predatori naturali vengono eliminati dai campi. Sotto l'IPM, le sostanze chimiche dovrebbero essere una linea di difesa secondaria, mentre l'obiettivo principale è aumentare il numero di predatori naturali dei parassiti tra le coltivazioni. L'approccio IPM richiede di mantenere le popolazioni di parassiti al di sotto dei livelli ai quali causano danni economici e non di eradicazione totale.
L'IPM nella sua forma pura è complessa e oltre la capacità di gestione della maggior parte degli agricoltori, tuttavia, i principi alla base hanno ottenuto un'ampia accettazione nei tropici, con la maggior parte dei governi che sponsorizzano programmi educativi sull'utilizzo dell'IPM.

## Colture pionieristiche
Le colture pionieristiche vengono utilizzate in luoghi in cui la terra è stata spogliata ed il terreno è stato completamente perso a causa dell'erosione o dove è in corso il processo di desertificazione. L'intento non è quello di coltivare cibo o raccolti da reddito, ma riparare e rinvigorire il suolo per preparare il terreno alla successiva semina agricola.Le piante e gli alberi che fissano l'azoto costituiscono normalmente la base di un tale progetto di bonifica.

## Stagione della fame
La stagione della fame è quel periodo dell'anno in cui tutto il cibo del raccolto precedente è stato consumato e il raccolto successivo è ancora lontano. Anche in anni normali, molte famiglie devono affrontare una riduzione annuale della quantità di cibo disponibile. In genere la stagione della fame coincide con l'inizio della semina del nuovo raccolto, o poco dopo. Quindi gli agricoltori devono affrontare una carenza di cibo proprio nel momento in cui ci si aspetta che svolgano il loro lavoro più pesante.
Un modo per mitigare gli effetti della stagione della fame è coltivare alcuni raccolti non stagionali vicino alla casa di famiglia, come le banane nelle zone umide o la manioca dove è arida. Ad esempio, è improbabile che una famiglia che ha dieci piante di banano che producono frutti durante la stagione della fame subisca eccessive difficoltà alimentari. Dovrebbero essere considerati anche patate dolci, piselli di terra e moringa.

## Principali vincoli
Gli inverni sono miti ai tropici; senza gelo, neve o ghiaccio, le popolazioni di insetti prosperano tutto l'anno. Nelle zone temperate, l'inverno riduce la maggior parte delle popolazioni di insetti nocivi prima dell'emergere di nuove colture, quindi le piante che crescono in primavera hanno la possibilità di prendere piede e crescere prima di essere attaccate. Ai tropici, le piante entrano in un mondo già pieno di insetti adulti.
Gli inverni miti consentono di coltivare colture invernali in alcune aree, come l'India.

### Suoli acidi
I terreni nei tropici umidi sono normalmente molto acidi e poveri di nutrienti,la decomposizione è rapida a causa delle alte temperature, dell'elevata umidità e delle frequenti piogge abbondanti. Le forti piogge, in particolare le piogge monsoniche, portano a una rapida lisciviazione degli agenti atmosferici chimici del suolo. Le strategie usate nei climi temperati per migliorare il suolo povero di nutrienti, come il compostaggio, hanno un'applicazione limitata in un tale ambiente a causa della rapida lisciviazione.
L'alluminio è il metallo più comune trovato nella crosta terrestre. Si trova in tutti i terreni e in tutti gli ambienti, dal temperato al tropicale, nelle sue forme solubili in acqua, è altamente tossico per la vita vegetale, poiché inibisce la crescita delle radici, tuttavia, nei suoli neutri e alcalini comuni alle zone temperate, risulta insolubile e quindi inerte. La fertilità del suolo è direttamente influenzata dalla sua acidità, poiché più è acido, maggiore è il livello di tossicità dell'alluminio, nelle zone in cui il pH scende al di sotto di 5, l'alluminio diventa solubile e può entrare nelle radici delle piante dove si accumula.
Circa un terzo di tutti i suoli tropicali è troppo acido per sostenere le colture alimentari tradizionali. Questi terreni tropicali acidi rappresentano la più grande terra arabile non sfruttata rimasta nel mondo, quindi un uso più produttivo di queste terre è la chiave per espandere l'approvvigionamento alimentare mondiale.
Winrock International afferma: "Nei tropici umidi, l'importanza relativa dei suoli acidi è maggiore in America Latina (81%), ma significativa anche in Africa (56%) e Asia (38%)".
Tradizionalmente nelle fattorie commerciali, la tossicità dell'alluminio viene contrastata aggiungendo calce al terreno, che neutralizza l'acidità innalzando il pH del terreno e rende l'alluminio inerte. Tuttavia, molti piccoli proprietari terrieri e agricoltori poveri di risorse non possono permettersi la calce e si affidano invece all'agricoltura taglia e brucia. Quando la vita vegetale originale viene bruciata rimane un residuo polveroso grigiastro chiamato cenere, la cenere ch'è alcalina agisce neutralizzando il terreno acido per rendere l'area accettabile per le piante alimentari. Col tempo, l'acidità aumenta e cresceranno solo piante autoctone, costringendo l'agricoltore a spostarsi per liberare una nuova area e ripetere il ciclo.
Il colore del suolo nelle aree umide è correlato al livello di ossidazione che si è verificato nel terreno e ai minerali presenti, per esempio la terra rossa è il risultato dell'ossidazione del ferro e la terra gialla è il risultato dell'ossidazione dell'alluminio.

### La salinizzazione
La salinizzazione si verifica naturalmente nelle aree aride dove non cade abbastanza pioggia per disciogliere i sali solubili verso il basso e fuori dalla zona delle radici. La salinizzazione è un effetto collaterale comune dell'irrigazione specialmente del tipo di irrigazione per allagamento in cui le colture vengono coperte d'acqua che evaporando aumenta la concentrazione di sali. Poiché l'acqua viene utilizzata dalle piante ed evapora dalla superficie del suolo, il sale nell'acqua si concentra nel terreno. Le alte temperature e la bassa umidità nelle regioni aride fanno sì che la salinizzazione accompagni spesso l'irrigazione.

### Piante sensibili alla lunghezza del giorno
Alcune piante richiedono un fotoperiodo (fototropismo) cioè un certo numero di ore di luce diurna prima che crescano, fioriscano o producano frutti, senza questa quantità di luce, non completeranno il loro ciclo di vita e non produrranno frutta e semi. Quindi, i semi portati dalle zone temperate potrebbero non svilupparsi come previsto. Alcune piante si sono evolute per essere geneticamente programmate per iniziare a riprodursi solo quando viene raggiunto un certo numero di ore di luce diurna, lo stesso numero di ore che si trova nel loro habitat naturale. Con le ore diurne più brevi vissute ai tropici, quell'interruttore biologico non viene mai attivato impedendo il pieno svolgimento della vita della pianta.

## Vulnerabilità al cambiamento climatico
Una combinazione di fattori rende i tropici una delle regioni più vulnerabili del mondo agli impatti negativi dei cambiamenti climatici sull'agricoltura. Questi includono:
- Alta densità di popolazione in gran parte dei tropici.[7]
- Molti paesi in via di sviluppo con elevata incidenza di povertà e sottosviluppo.[8]
- Elevato numero di nazioni con ampia percentuale della popolazione in questi paesi altamente dipendente dall'agricoltura per il proprio sostentamento.
- Dipendenza da sistemi agricoli alimentati dalla pioggia, specialmente nei tropici aridi e semiaridi.
- Accorciamento delle stagioni di crescita e aumento della temperatura oltre gli estremi già sperimentati in alcune zone.[9]
- Diminuzione prevista dei raccolti alle basse latitudini rispetto alle alte latitudini.[10]

Il fatto che il cambiamento climatico e l'aumento della temperatura dovrebbero influenzare negativamente i raccolti nei tropici potrebbe avere implicazioni problematiche per la povertà e la sicurezza alimentare, principalmente perché le popolazioni della zona dipendono dall'agricoltura come unico mezzo di sopravvivenza. Uno studio del 2008 del programma di ricerca CGIAR sui cambiamenti climatici, l'agricoltura e la sicurezza alimentare ha abbinato i futuri "punti caldi" del cambiamento climatico con le regioni che già soffrono di povertà cronica e insicurezza alimentare per individuare le regioni ai tropici che potrebbero essere particolarmente vulnerabili ai futuri cambiamenti del clima. Queste includono regioni come l'Africa occidentale che dipendono già da varietà di colture resistenti alla siccità e allo stress idrico e quindi lasciate con poco spazio di manovra quando il clima diventa ancora più secco. Lo studio afferma che l'Africa orientale e occidentale, l'India, parti del Messico e il Brasile nord-orientale subiranno un accorciamento delle stagioni di crescita di oltre il 5%, con un impatto negativo su una serie di importanti colture di base.

## Colture orticole tropicali comuni
- Banana
- Noce di cocco
- Palme (principalmente palma da olio)
- Papaia
- Albero della gomma

## Colture agricole comuni
- Miglio
- Orzo
- Riso
- Saggina
- Cece
- Fagiolo
- Fagiolo dall'occhio
- Cacao
- Caffè
- Tè
- Tabacco
- Igname
- Manioca
- Patata dolce
- Taro